# 高等选举法院

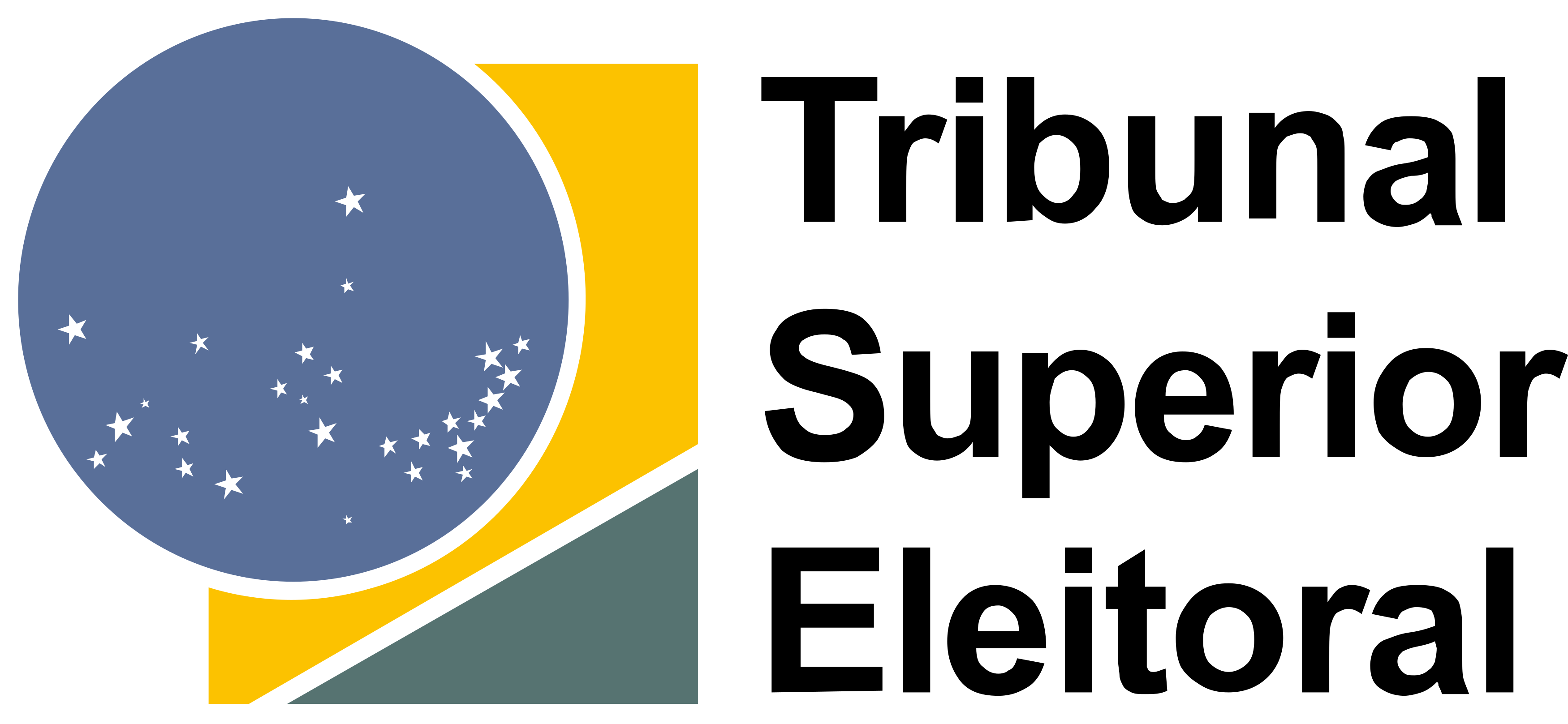
高等选举法院标志

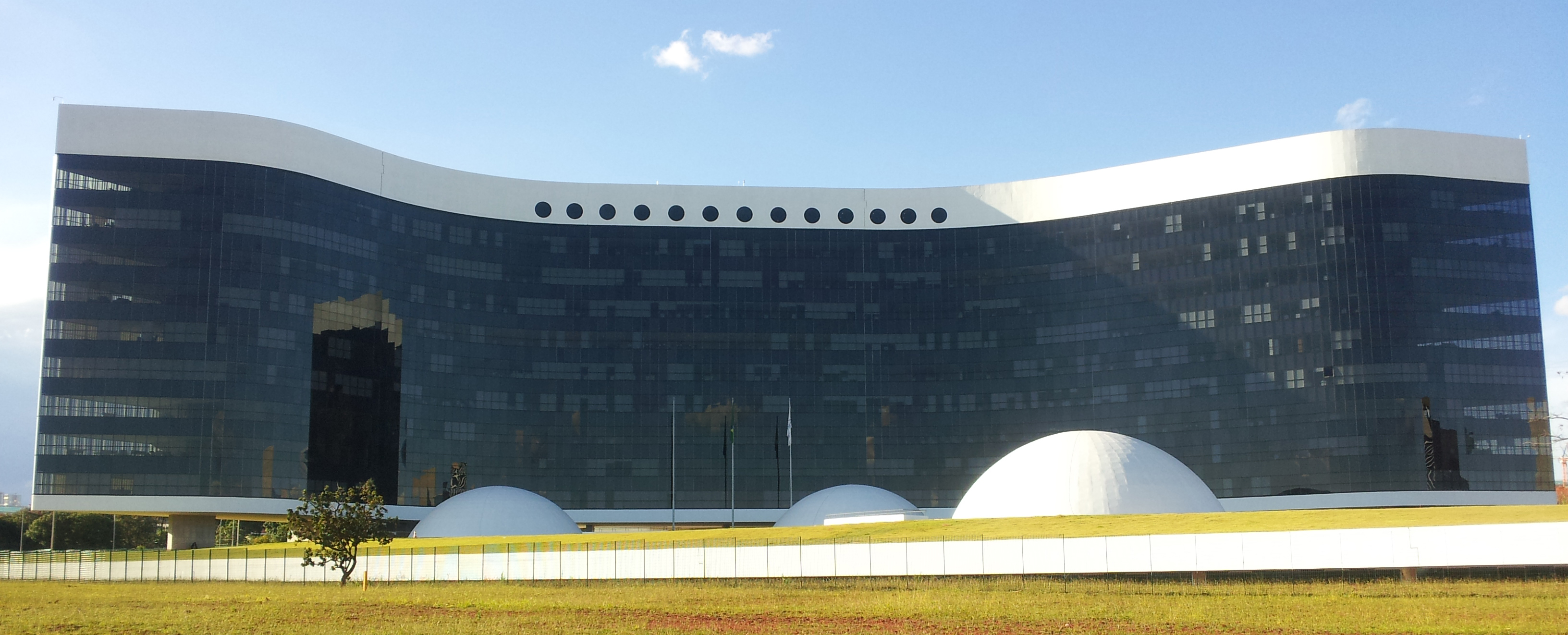
巴西利亚的高等选举法院建筑

高等选举法院（葡萄牙語：Tribunal Superior Eleitoral，缩写为TSE）是巴西选举司法体系的最高机构，该体系还包括每个州和联邦区各有的一个地区选举法院，这一安排由巴西宪法第118条规定。